# Libro de Tomás el Contendiente
El Libro de Tomás el contendiente o de Tomás el atleta es el séptimo y último texto del Códice II de los manuscritos de Nag Hammadi. Es precedido por el Apócrifo de Juan, los evangelios de Tomás y Felipe, la Hipóstasis de los Arcontes, el Escrito sin título sobre el origen del mundo, y la Exégesis del Alma.

## Teorías de composición
Actualmente hay dos teorías compitiendo con respecto a su composición. La más reciente, desarrollado por H. Schenke (1983), supone que su fuente subyacente es un tratado helenístico judío de sabiduría probablemente no Cristiano, designado como una carta del patriarca Jacob, el contendiente con Dios." Posteriormente, en la órbita del Cristianismo, este tratado ascético fue cristianizado por la sustitución de Jesús como cifra de la sabiduría divina, y la adición en el título de "El libro de Tomás". Y además, cambiando el género explicativo por el género de diálogo de revelación. Es decir el texto fue distribuido minuciosamente en pequeñas secciones, puestas en labios de Jesús como respuestas a las preguntas ficticias hechas por el apóstol Tomás, que fueron insertadas en el texto como pretexto para las respuestas subsiguientes del Salvador. 
Como otros ejemplos de conversión similar de una obra explicativa respecto a un diálogo se podría señalar la Sofía de Jesucristo, que es reconocida como una transformación de la carta no Cristiana de Eugnostos en un diálogo posterior a la resurrección entre Jesús y ciertos discípulos de confianza. La epístola canónica de Santiago, aunque no es un diálogo, ha sido considerada como una epístola apócrifa helenística judía de Jacob con algunas interpolaciones Cristianas superficiales. 
La teoría más temprana observa que el diálogo entre Tomás y Jesús ocupa solamente los primeros tres quintos del tratado (NHC II, 138:4-142:21), mientras que los dos quintos restantes (NHC II, 142:21-final) constituyen un monólogo largo del Salvador, en que Tomás tiene poco papel. Esto y la detección de una sutura redaccional en 142: 21 sugieren que el redactor podría haber compilado dos obras distintas, los primeros tres quintos de un diálogo entre Tomás y Jesús, quizás titulada el "Libro de Tomás el contendiente, dirigido al perfecto", y los segundos dos quintos de una colección de dichos del Salvador. El redactor antepuso el diálogo a la colección de dichos, prologando todo con las primeras palabras actuales aumentadas por la referencia a Tomás como el receptor de las palabras confidenciales y Matatías como el escritor, pero luego añadió un título designando a Tomás como el escritor de todo. 
En su forma original, los últimos dos quintos habrían existido como un reflejo atrasado y decadente del género literario de los dichos de Jesús, en el cual los dichos originales han sido tan ampliados con la interpretación que el refrán original ha sido arrasado, quedando casi solamente las fórmulas vestigiales como "En verdad te digo", "Dichoso el que...," "Ay de ustedes…", y un ejemplo de una parábola (144: 21-36). 
Esta hipótesis se ajusta a un desarrollo interpretativo natural de los dichos de Jesús: primero fueron coleccionados gradualmente y ampliadas con material interpretativo como en la fuente de dichos Q o el evangelio de Tomás, y luego fueron incluidos en una historia-marco interpretativa más grande como un diálogo de post-resurrección o un evangelio (como el de Juan).

## Lugar y fecha de composición
El libro de Tomás el contendiente es una expresión literaria de las costumbres originarias de Edesa, en Siria, sobre el apóstol Judas Tomás, el misionero referido por la tradición como enviado a la India. 
Estaba probablemente compuesto en la primera mitad del siglo III d. C. El Evangelio de Tomás, escrito entre los años 50-125 d. C. se muestra como anterior, y Los Hechos de Tomás, escrito alrededor del año 225 d. C. habría sido posterior. Ambos derivan del Cristianismo ascético y del pre-maniqueísmo de la Siria oriental, entre Edesa (Urfu moderno) y Messene. El libro de Tomás el contendor ocupa un puesto medio entre el Evangelio y los Hechos, tanto en la fecha de composición, como en el papel tenido por Tomás en estas obras, como en la evolución de una de las colecciones de dichos (evangelio de Tomás) a un diálogo entre Jesús y Tomás (el libro de Tomás el contendiente) y finalmente a un romance desarrollado centrado en las hazañas de Tomás como misionero (los hechos de Tomás).

## Enlaces
- Early Christian Writings
- BCNH Web

- Datos: Q648936